# On Ice
On Ice är Nina Ks femte studioalbum, utgivet 27 november 2015.

## Låtlista[3]
1. Impossible
2. Wry
3. Feels Better
4. Isac
5. On Ice
6. Air (Believe in Asians)
7. I Know
8. U Don't Owe
9. Apples

## Mottagande
Skivan har medelbetyget 3,4/6 på Kritiker.se, baserat på tjugoen recensioner.